# Grand Tour in Sicilia

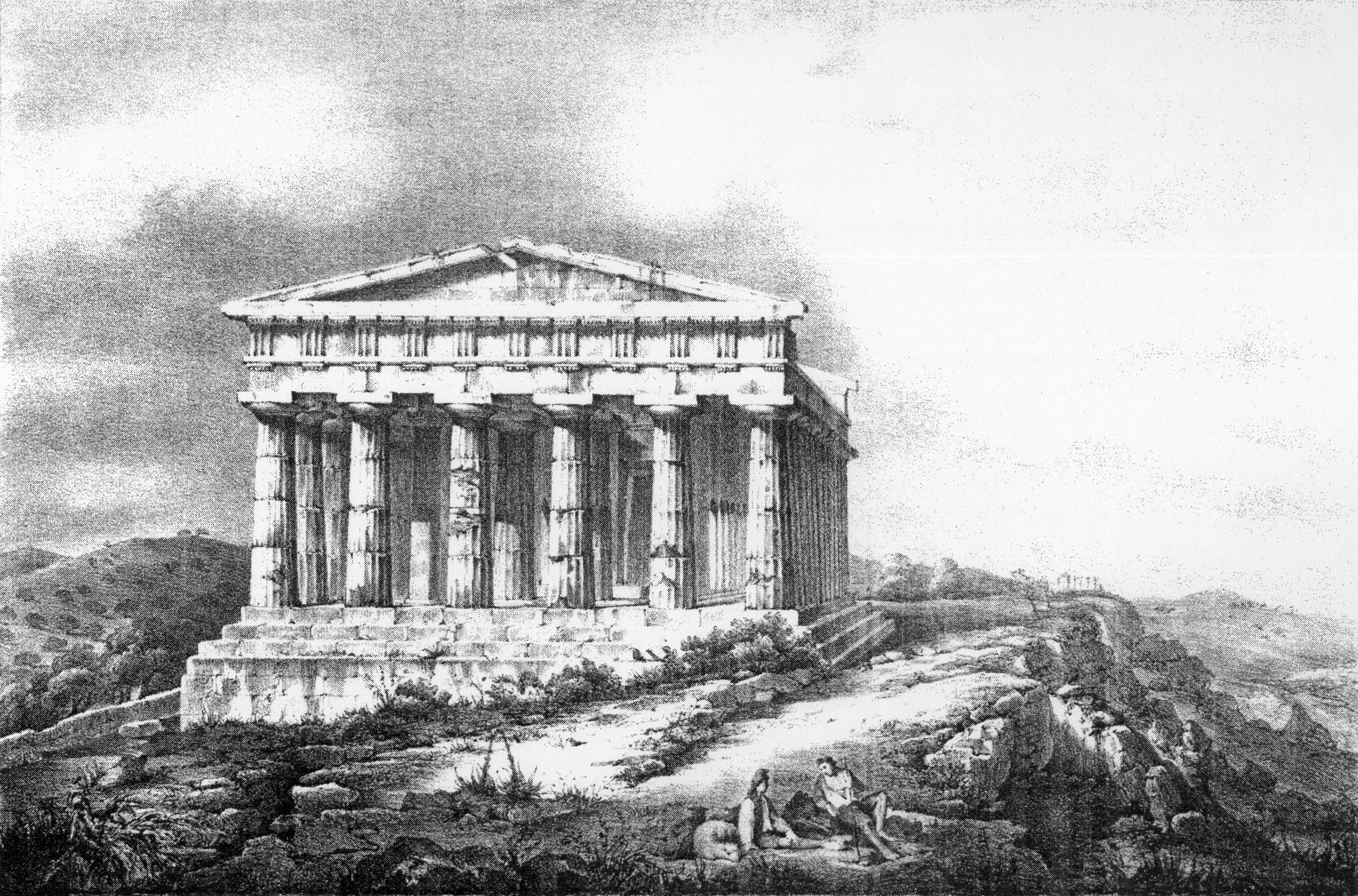
Tempio della Concordia, Domenico Lo Faso Pietrasanta (1773–1863)

Il Grand Tour è un viaggio a tappe, diffusosi in tutta Europa, Sicilia compresa, dal XV secolo in poi. È un percorso necessario al giovane rampollo di famiglia aristocratica per completare la sua formazione universitaria. Al termine degli studi i ragazzi iniziano un viaggio di "istruzione" che li conduce nelle principali corti europee. L'Italia, culla della civiltà classica, è stata al centro della vita culturale e artistica europea, ospitando nelle sue corti un gran numero di studenti stranieri, con grande beneficio per la vita artistica e intellettuale dell'epoca.

## Storia
Nel 1700 un rinnovato interesse per l'arte classica pervase gli intellettuali europei, incrementato dal movimento illuministico, dall'enciclopedismo e da un nuovissimo interesse per i fenomeni scientifici. Tutto ciò pone la Sicilia al centro dell'attenzione della vita culturale europea.
Ognuno di questi viaggiatori ha lasciato un diario di viaggio ricco e variegato, in cui è possibile ritrovare inalterate le emozioni provate nell'attraversare questi luoghi. Sulla scia delle loro indicazioni è possibile ripercorrere gli itinerari di viaggio tracciati.
Ognuno dei viaggiatori ha osservato l'isola da diversi punti di vista: dall'analisi storico-antropologica a quella paesaggistica, cui si affiancano le emozioni e le tesi dello studioso o le riproduzioni dell'artista. Ciò permette di ricostruire in modo alquanto dettagliato l'immagine della Sicilia del '700: com'era e come appariva agli occhi dei viaggiatori stranieri: «la Sicilia è il puntino sulla i dell'Italia, [...] il resto d'Italia mi par soltanto un gambo posto a sorreggere un simil fiore» scrisse Hessemer nelle sue lettere dalla Sicilia all'inizio dell'800.

I luoghi maggiormente visitati dagli intellettuali del Grand Tour nel loro viaggio in Sicilia erano prevalentemente quelle località famose per i fenomeni vulcanici. Spiccano tra tutti l'Etna, con l'ascesa al cratere, e le Isole Eolie, senza tralasciare quelle località come Acireale, Siracusa, Segesta, Selinunte, note per le bellezze architettoniche d'arte classica che ospitano. Alcuni hanno visitato anche luoghi "insoliti", come la Villa Palagonia a Bagheria o il Deserto delle Macalube di Aragona, il Castello di Sperlinga di cui Houel fa un resoconto minuzioso della parte scavata nella roccia, riportando le più svariate impressioni, emblematiche del sentire settecentesco.
Tra i viaggiatori più noti del Grand Tour in Sicilia possiamo ricordare: Edmondo De Amicis, Algernon Swinburne, Didier, Francis Elliot, Emerson Farjasse, Alexandre Dumas padre (che si limitò ad eseguire il periplo dell'isola in barca), Joseph Hager, Hessemer, Knight, Emily Lowe, Claude de Marcellus, Munther, Tocqueville.

## Elenco dei viaggiatori
Elenco dei viaggiatori in ordine cronologico:
- Alberti Leandro (1525 - 1526)
- Filippo Cluverio (1659)
- Albert Jouvin (1662)
- Willem Schellinks (1664)
- Jacob Thierry (1664)
- Albert Jouvin de Rochefort (1672)
- Jacques Philippe D'Orville (1727)
- Johann Hermann von Riedesel (1767)
- Patrick Brydone (1770)
- Michel-Jean Borch (1776)
- Michele Giovanni de' conti di Borch (1776)
- Marie-Jeanne Roland de la Platière (1776)
- Jean-Pierre Houël (1770 il primo viaggio e 1776 - 1779 il secondo)
- Henry Swinburne (1777 - 1778)
- Richard Payne Knight (1777)
- Vivant Denon (1778)
- Louis Ducros (1778)
- Louis François Cassas (1778)
- Thomas Bingham Richards (1780)
- Jean-Claude Richard de Saint-Non (1781 - 1786)
- Déodat de Dolomieu (1781 - 1783 - 1788)
- Johann Wolfgang von Goethe (1787)
- Christoph Heinrich Kniep (1787)
- Hélène Tuzet (1787)
- Léon Dufourny (1788)
- Johann Gottfried Seume (1801)
- Karl Friedrich Schinkel (1804)
- Samuel Taylor Coleridge (1804)
- Karl Gotthard Grass (1804)
- George Gordon Byron (1809)
- Thomas Wright Vaughan (1809 - 1810 - 1811)
- George Cockburn (1810 - 1811)
- William Henry Smyth (1817)
- Louis de Forbin (1823)
- Alexis de Tocqueville (1827)
- August von Platen-Hallermünde (1835)
- Alexander Dmitrievich Chertkov (1835)
- Eugène Viollet-le-Duc (1836)
- Pierre-Victorien Lottin (1836)
- Paul de Musset (1845)
- Félix Bourquelot (1848)
- John Butler, II marchese di Ormonde (1850)
- Alexandre Dumas (1860)
- Guy de Maupassant (1885)

Tra gli studiosi della penisola:
- Giovanni Attilio Arnolfini
- Emanuele Navarro della Miraglia
- Arcangelo Leanti
- Lazzaro Spallanzani

### Fonti
Cinquecento
- Alberti Leandro, Descrittione di tutta l'Italia et isole pertinenti ad essa. Nella quale si contiene il sito di essa, l'origine & le signorie delle città & dei castelli, co' nomi antichi & moderni, i costumi de' popoli & le conditioni de' paesi. Venezia 1550. Edizione comprensiva del testo Isole appartenenti alla Italia, Venezia 1561.
- Argelières (d'), Discours viatiques de Paris à Rome et de Rome à Naples et Sicile (1588-1589). Manoscritto. A stampa, a cura di L. Monga, Ginevra 1983, La Sicilia alle pagine 112-137 e 157-162.
- Camilliani Camillo, Descrittione delle marine di tutto il regno di Sicilia [e Libro delle torri del littorale di Sicilia] con le guardie necessarie da cavallo e da piedi che vi si tengono (manoscritto). Si tratta di una accurata descrizione dei litorali e delle fortificazioni conseguente a lavori di ispezione compiuti fra il 1584 e il 1586. A stampa, la prima parte, con il titolo Descrizione dell'isola di Sicilia, a cura di G. Di Marzo, in Biblioteca storia e letteraria di Sicilia, vol. XXV, Palermo 1877.
- Crivella Alfonso, Trattato di Sicilia (manoscritto del 1593). A stampa, edizione a cura di Adelaide Baviera Albanese, Palermo 1971.
- Carnevale Giuseppe, Historie et descrittione del Regno di Sicilia, divise in due libri. Napoli 1591. La descrizione della Sicilia alle pagine 147-254.
- Hoby Thomas, A Booke ofthe Travaile and Lief of Me, Thomas Hoby, wit Diverse Things woorth the Notinge, in The Travels and Life of Sir T. H. written by himself. 1547-1564, a cura di Edgar Powell, Londra 1902. La Sicilia alle pagine 43-52.
- Niegoszewski Stanislaw, Diariuszperegrynacji wloskiej, hiszpanskiej, portugalskiej (1595), Cracovia 1925.
- Spannocchi Tiburzio, Descripción de las marinas de todo el reino de Sicilia, con otras importantes declaraciones notadas por el Cavallero Tiburcio Spanoqui del Ábito de San Juan gentilhombre de la Casa de Su Magestad, dirigido al Principe Don Filipe Nuestro Señor en el año de MDXCVI (manoscritto). A stampa, Marine del Regno di Sicilia, a cura di Rosario Trovato, Catania 1993.

Seicento
- Anhalt-Kôhten (zu) Ludwig, Die Reise auf Sicilien und Malta und wieder so zurück auf Sicilien und Napoli, in J. C. Beckmann, Accessiones lien historiae Anhaltinae, Zerbst 1716 (Escursione in Sicilia effettuata fra il 1599 e il 1601).
- Berthelsen Thomas, Epistolarum medicinalium a doctis vel ad doctos scriptarum centuriŒ quattuor cum indicibus necessariis, Copenaghen 1663. Il soggiorno siciliano nelle lettere LI e LII.
- Braunschweig-Lüneburg Ferdinand Albrecht, Wunderliche Begebüssen und wunderlicher Zustand in dieser wunderliche verkehrten welt, Lipsia 1678.
- Clüver Philipp, Sicilia antiqua ubiprimum universae hujus insulae varia nomina, incolae, situs, figura, magnitudo, tum orientale, meridionale atque septentrionale litora, dein Mediterranea ejus ac tandem insulae minores ei adjacentes variaqueplurium locorum memorabilia solidissime explicantur, Leida, 1619.
- Grasser Johann Jacob, Newe und wolkomneltalianische, Frantzôsische und Englische Schatz-Kammer: das ist Wahrhqfte und eigendtliche Beschmibung aller Stütten in Italia, Sicilia, Sardinia, Corsica, Frankmich, Engelland und darumb ligenden Pmvintzen. Basilea 1609. La Sicilia nel libro IV.
- Jouvin de RochefortAlbert, Le voyageurd'Eumpe où sont le voyages de France, d'Italie et de Malthe, d'Espagne et de Portugal, de Pays Bas, d'Allemagne, et de Pologne, d'Angleterre, de Danemark et de Suède, Parigi 1672-76, voll. 7. Le descrizioni della Sicilia si trovano nel primo volume.
- Ray John, Observations Topographical, Moral and Physiological made in a Journey through Parts of the Low-Countries, Gennany, Italy and France, Londra 1673.
- Sandys George, A Relation Ofa Iourney begun An. Dom 1610. Fovre Bookes containing a Description of the Turkish Empire, ofŒgypt, of the Holy Land, ofthe Remote Parts of Italy and Ilands adjoyning, Londra 1615. La Sicilia alle pagine 234-249.
- Schellings Willen, W. Schellinksfecit. Joumey to the South. Viaggio al Sud (1664-1665). A cura di Bernard Aikema e Hans Brand, Roma 1983.
- Thévenot (de) Jean, Voyages ed Europe, Asie et Afrique. Amsterdam 1661.
- Walther Georg, Sicilie et obiacentium insularum et Bruttiorum antique tabulc antique una cum animadversionibus, Palermo 1620.
- Welsch Hieronymus, Warhafftige Reiss-Beschreibung, auss eigener Erfahrung, von Teutschland, Croatien, Italien, denen Insuln Sicilia, Maltha, Sardinia, Corsica, Majorca, Minorca, Juica und Formentera..., Stoccarda 1648. La Sicilia alle pagine 101-121 e 186-189.
- Winchelsea [Heneaghe Finch, conte di], A True and Exact Relation of the Late Prodigious Earthquake et Eruption of Mont Ætna or Monte Gibello, as it came, in a Letter writen to His Majestyfrom Naples by the Right Honorable the Earle of Winchelsea, His Majesties Late Ambassandor at Constantinople... Savoia 1669. Descrizione dell'eruzione etnea del 1609.

Settecento
- Al-Miknasi Muhammad Ibn Ubmàn, La luna risplendente. Palermo nei ricordi di un ambasciatore marocchino del Settecento. Edizioni Liceo Adria, Mazara del Vallo, 1986.
- Anonimo tedesco, Beschreibung einer Reise von Rom nach Sicilen, Malta und Neapel, in Deutsche Merkur, ottobre-dicembre 1785.
- Anonimo Russo, Bemerkungen über Sicilien und Malta von einem vornehmen reisenden Russen, Lipsia 1793.
- Arnolfini Giovanni, Giornale di viaggio e quesiti sull'economia siciliana, 1768 (a cura di C. Trasselli, Caltanissetta, 1962).
- Bartles Johann Heinrich, Briefe überKalabrien und Sizilien, Gottinga 1789-1791, 3 voll.
- Beckford William, A tour through Sicily and Malta, Dublino, 1780.
- Bernoulli Johann, Sammlung Kurzer Reisebeshreibungn, Berlino, 1781.
- Borch Michael Johann (comte de), Lettres sur la Sicile et sur l'île de Malta écrites en 1777 pour servir de supplement au voyage de Monsieur Brydone, A turin, Chez les Frères Reycends, 1782, voll. 2 + 1 de cartes géographiques et planches.
- Brewal John, Remarks on several parts of Europe, relating chiefty to their Antiquities and History, London, 1738, 4 voll.
- Brizard Jean-Baptiste, Sul viaggio di Saint-Non, Paris, 1787.
- Brydone Patrick, A Tour through Sicily and Malta in a Series of Letters to William Beckford, London 1773, due voll.
- Burigny Jean Lévesque (de), Histoire de Sicile, La Haie, 1747, 2 voll. Traduzione italiana:Storia generale della Sicilia, tradotta dal francese, illustrata con Note, Addizioni e Tavole cronologiche e continuata sino ai nostri giorni dal signor Mariano Scasso e Borrello, Palermo, dalle stampe del solli, MDCCLXXXVIII, 5 voll.
- Caetani Onorato, Observations sul la Sicile, Parson Excellence C. en 1774, Roma 1774.
- Caylus (comte de) Anne-Claude-Philippe, Voyage d'italie 1714-15. Première édition du code autographe annotée et précédée d'un Essai sur le comte de Caylus, parAmilda — A. Pons, Paris Libr. Fischbacher, 1914.
- De Callejo Pierre y Angulo, Description de l'isle de Sicile et de ses côtes maritimes avec les plans de toutes forteresses nouvellement tirées selon l'état où elles se trouvent présentement, Vienna, 1719. Seconda edizione, Amsterdam 1734.
- De Non Dominique Vivant, Voyage en Sicile, à Paris, de l'Imprimerie de Didot l'Aîné, 1787.
- Dolomieu Déodat (de), Description des isles des Cyclopes, in Saint-Non, Voyage pittoresque, IV, Paris, 1785. Description des volcans de Maccaluba, in Saint-Non, Voyage Pittoresque, IV, Paris, 1785. Mémoire sur les isles Ponces et catalogue raisonné des produits de l'Etna, Paris, 1788. Mémoire sur les volcans éteints du Val di Noto, Paris, 1784.
- D'Orville Jean-Philippe, Sicula, quibis Siciliae rudera illu stantur, Amsterdam, 1764, 2 voll.
- Dryden John, A Voyage to Sicily and Malta, London, 1776.
- Ebert Adam, Auli Apronii Reise-Beschreibung, Francoforte sull'Oder, 1723.
- Formenti Giuseppe, Descripzion de la Isla de Sicilia y sus costas maritimas, 1705, manoscritto n. 5524 della Biblioteca Nazionale di Vienna (a cura di Liliane Dufour, Siracusa, 1991).
- Goethe, Johann Wolfgang, Auch ich in Arcadien. Italienische Reise, Stoccarda-Tubinga 1816-1829. La Sicilia nella II parte, uscita nel 1817.
- Gorani Joseph, Mémoires secrets et critiques des Cours, des Gouvernemens et des moeurs des principaux Etats de l'Italie, Paris, 1793. Le notizie sulla Sicilia si rifanno probabilmente a fonti scritte dell'epoca.
- Hager Joseph, Gemülde von Palermo, Leipzig, 1799. Nachricht von einer merkwürdigen literarischen Betrügerei, auf einer Reise nach Sizilien im Jahre 1794, Leipzig, 1799. Reise von Warschau über Wien nach der Hauptstadt von Sizilien, Vienna, 1795.
- Hamilton William, Observations on Mount Vesuvius, Mount Etna and Other Volcanoes, in a Series of Letters, London 1772. Campi Phelegraei: Observations on the volcanoes of the two Sicilies, Napoli, 1776. Osservazioni sull'Etna, Londra 1773, Napoli 1779.
- Hill Brian, Observations and Remarks in a Journey through Sicily and Calabria in the year 1791, Londra, 1792.
- Harris William — Angel Samuel, Sculptures of Selinus, Londra, 1726.
- Houël Jean-Pierre-Louis-Laurent, Voyage pittoresque des îsles de Sicile, de Malte et de Lipari, Paris, de l'Imprimerie de Monsieur, 1782-87, 4 voll.
- Ittar Sebastiano, Viaggio pittorico all'Etna — contenente le vedute più interessanti di questo monte, s. d. e s. ed.
- Janitsch Æmilian, Allerneueste Schilderung der glückselichen Insel Sizilien, St. Pôlten, 1793, 2 voll.
- Jacobi Georg Arnold, Briefe aus der Schweiz und Italien, Lübeck, 1796.
- Jordan Antoine-Henry, Voyage en Italie et en Sicile en 1787 et 1788, in Théodore Aynard, Voyages au temps jadis, Lione, 1888.
- Leven and Melvill (conte di), Observations and Remarks in a Journey Trough Sicily and Calabria in the 1791, London, 1792.
- Lupi Antonmaria, Dissertazioni e lettere filologiche antiquarie del padre A. L fiorentino della Compagnia di Gesù, Arezzo, Michele Bellotti, 1752.
- Münter Friedrich, Nachrchten von Neapel und Sicilien, Copenaghen, 1790. Viaggio in Sicilia, tradotto dal tedesco dal cav. D. Francesco Peranni, con note ed aggiunte del medesimo. Prima versione italiana, Palermo, dalla tipografia del fu Francesco Abbate, 1823, 2 voll.
- Pagès (visconte de) Pierre-Marie Francois-Xavier, Nouveau voyage autour du monde, en Asie, en Amérique et en Afrique, en 1788, 1789, et 1790; précédé d'un Voyage en Italie et en Sicile en 1787, Paris, Jansen, 1797, voll. 3.
- Pigonati Andrea, Stato presente degli antichi monumenti siciliani, Napoli, 1767.
- Pilati Carlo Antonio, Lettres écrites de la Sicile. In Voyages en différents pays de l'Europe, de 1774 à 1776, L'Aia, 1778.
- Pindemonte Ippolito, Lettere dalla Sicilia, in «Antologia romana», 1779.
- Riedesel Joseph Hermann (von), Reise durch Sicilien und Grossgriechenland, Zurigo, 1771. Traduzione francese: Voyage en Sicile et dans la Grande Grèce, compagné de notes du traducteur, à Lausanne, chez. F. Grasset et Comp., 1773.
- Roland de La Platière Jean-Marie, Lettres écrites de Suisse, d'Italie, de Sicile et de Malthe, Bidault à Paris, Merkus à Amsterdam, an VII (1799), 6 voll.
- Saint-Non Jean-Claude-Richard (de), Voyage pittoresque ou Description des Royaumes de Naples et de Sicile, Paris, 1781
- Salis-Marschlins Karl Ulysses (von), Breitüge zur Natürlichen und ôkonomischen Kenntniss des Kônigreichs beider Sicilien, Zurich, 1790, 2 voll.
- Seume Johann Gottfried, Spaziergang nach Syrakus im Jahre 1802, Meier, München, 1985.
- Sestini Domenico, Descrizione del museo d'antiquaria e del gabinetto d'historia naturale del signor Principe di Biscari. Livorno, Carlo Giorgi Editore ed Impressore, 1787. Lettere del signor abate D. S. scritte dalla Sicilia e dalla Turchia a diversi suoi amici in Toscana, Firenze, 1779. Traduzione in francese: Lettres de Monsieur l'abbé Dominique Sestini écrites à ses amis en Toscane, pendant le cours de ses voyages en Italie, en Sicile et en Turquie, sur l'histoire naturelle, l'industrie et le commerce de ces différents contrées. Traduites de l'italien et enrichies de notes, par M. Pingeron. Paris, 1789.
- Sonnini Charles, Viaggio nell'Alto e Basso Egitto (comprendente alcune pagine su Palermo), Paris, 1796.
- Spallanzani Lazzaro, Viaggi alle Due Sicilie e in alcune parti dell'Appennino, Pavia, Stamperia Baldassare Comini, 1792, 6 voll.
- Stolberg Friedrich Leopold, Reise in Deutschland, der Schweiz, Italien und Sicilien in den Jahren 1791-1792, Koenigsberg e Lipsia, 1794, 4 voll.
- Swimburne Henry, Reisen durch Sizilien 1777-80, Hamburg, 1785, 2 voll.